# San Liberatore (Terni)
San Liberatore è una frazione del comune italiano di Terni, in Umbria.
L'abitato, posto sulla sommità di un colle a 420 m s.l.m., è costituito da poche case raggruppate nei pressi dell'antica chiesa di San Liberatore. Nell'area risiedono, complessivamente, 42 abitanti secondo il censimento del 2001.

## Monumenti e luoghi d'interesse
La chiesa di San Liberatore, edificata nei primi anni del XVI secolo, si sviluppa su due navate scandite da alte colonne ottagonali in marmo, con due absidi decorate con affreschi cinquecenteschi della scuola dello Spagna; sulle pareti laterali si conservano altri affreschi coevi, una tela raffigurante San Francesco che riceve le stimmate, un'antica acquasantiera in pietra e un frammento d'epoca romana; sul retro si erge il massiccio campanile in pietra, nato probabilmente con funzioni difensive. Nota in origine come "chiesa di Santa Croce" e legata a un antico convento ubicato nei pressi, nel corso del XVII secolo acquisì la denominazione moderna riferita invece a San Liberatore vescovo e martire.
Nei pressi dell'abitato si trova il parco della Batteria, luogo di interesse paesaggistico istituito attorno ai resti di una batteria antiaerea operante dal 1939 al 1945.